# سیاست استفاده منصفانه
سیاست استفاده منصفانه (به انگلیسی: Fair Use Policy) یا کلاهک پهنای باند (به انگلیسی: Bandwidth cap) به عنوان یک مکانیزم مدیریت پهنای باند، انتقال میزان مشخصی از داده را در بازه‌ای از زمان محدود می‌کند. شرکت‌های خدمات اینترنتی معمولاً زمانی که یک کانال به اشتراک‌گذاشته‌شده توسط تعداد زیادی کاربر توسط تعداد اندکی کاربر سربار می‌شود یا ممکن است سربار شود یک کلاهک اعمال می‌کنند. اعمال یک کلاهک پهنای باند گاه سیاست دسترسی منصفانه یا صورتحساب مبتنی بر مصرف گفته می‌شود.

## سیاست استفاده منصفانه و خدمات اشتراک فایل
برخی شرکت‌های خدمات اینترنتی در صورت استفاده کاربران از خدمات اشتراک فایل در ساعات اوج مصرف سرعت دسترسی ایشان به این خدمات را کاهش می‌دهند
محدودیت پهنای باند  ، به محدودیت اعمال شده بر نحوه استفاده یک دامنه یا ساختار انتقال داده شناخته می‌شود، یک محدودیت مصنوعی است که به انتقال داده‌ها بر روی یک شبکه اعمال می‌شود.  به‌طور خاص، آن را به سیاست‌های تحمیل شده توسط ارائه دهنده خدمات اینترنت به منظور محدود کردن استفاده مشتریان از خدمات خود می‌شناسند؛  به‌طور معمول، محدودیت استفاده داده، مشترکان را مجبور به پرداخت هزینه‌های اضافی بر اساس این که آیا مصرف آن‌ها از این حد {تعیین شده توسط شرکت‌های خصوصی } بالاتر است.  پیاده‌سازی یک محدوده مصرف پهنای باند گاهی به عنوان یک سیاست دسترسی منصفانه، سیاست استفاده منصفانه یا صورتحساب مبتنی بر استفاده می‌شود .
ISP‌های آمریکا اعلام کرده‌اند که محدودیت پهنای باند برای ارائه یک سرویس "منصفانه" به مشترکین مربوطه مورد نیاز است.  استفاده از محدودیت پهنای باند برای مصرف کنندگان به‌طور فزاینده غیرضروری تشخیص داده شده و مورد انتقاد قرار گرفته‌است؛ زیرا کاهش هزینه‌های زیربنایی باعث شده‌است که قیمت نهایی انتقال اینترنت پرسرعت برای افزایش ظرفیت شبکه‌های آن‌ها به منظور حفظ مصرف کاربرانشان به راحتی انجام شود، و حتی جایگزین محدودیت‌های خودسرانه در استفاده شود.  همچنین گفته شده‌است که محدودیت پهنای باند برای کمک به محافظت از ارائه دهندگان تلویزیون مبتنی بر امواج فرکانس رادیویی یا کابلی در مقابل پخش تلویزیون  اینترنتی پرداخته می‌شود که ممکن است توسط ISP متعلق به شورای نظارت یا پخش سراسری با سرویس‌های امروزی که مصرفشان به راحتی در همه جا قابل استفاده است و جریان مصرف بیش از حد انتظار بالایی داشته‌است .
اگر به شما در زمینه اینترنت گفته شده‌است محدودیت پهنای مصرف از مبدأ وجود دارد، چیزی که به عنوان یک ساختار بین‌المللی "پهنای باند پهن" شناخته می‌شود هیچ محدودیتی وجود ندارد ، زیرا پهنای باند واقعی (بیت در ثانیه) محدود به مقدار داده‌های دانلود یا آپلود در هر ماه نیست و نخواهد بود .

## فهرست
- 1 سرعت استاندارد
- 2 مثال کلاه
- 3 داده‌های نامحدود
- 4 جرایم
- 5 رهنمود
- 6 همچنین ببینید
- 7 منابع
- 8 پیوند به بیرون

## سرعت استاندارد
به‌طور کلی، هر کاربر از یک شبکه انتظار دارد از سریع‌ترین روش انتقال اطلاعات در یک زمان کوتاه استفاده کند، به عنوان مثال برای دانلود یک صفحه وب مگابایتی در کمتر از یک ثانیه . اما استفاده مداوم یا تداوم اتصال، هنگام به اشتراک‌گذاری فایل‌ها یا جریان‌های ویدئویی متوالی و یا سنگین، می‌تواند به‌طور جدی برای دیگر مصرف کنندگان خدمات را مختل کند. البته در DSL، جایی که شبکه اصلی مشترک است اما شبکه دسترسی دریافتی مستقیم قابل دریافت نیست این مشکل با این مفهوم کمتر مرتبط است.  با این حال، در اینترنت کابلی، که در آن هر دو شبکه اصلی و شبکه دسترسی مشترک هستند، و در شبکه‌های بی سیم، که در آن پهنای باند شبکه کل نیز نسبتا محدود است، بیشتر مرتبط است.
در ساختار فیبر نوری این مشکلات بالا بسیار بسیار کمتر است و حتی در صورت اتصال مستقیم به سرور دسترسی به علت پهنای باند بالا بر روی این حوزه و سرعت انتقال سریعتر کمتر خطوط کمتر درگیر می‌شود

## مثال محدودیت‌ها
در سال 2016، Comcast ارائه دهنده خدمات ایالات متحده یک طرح خدماتی با داده‌ای با اندازه 1 ترابایت ارائه داد.   در میزان مصرف داده‌های معاصر، هر یک از اعضای خانواده چهار نفره باید به‌طور جداگانه 100 فیلم را در یک ماه برای نزدیک شدن به این محدودیت بتوانند تماشا کنند. در این طرح، عادت‌های معمولی استفاده از داده‌ها از این محدودیت تجاوز نمی‌کنند.

## داده‌های نامحدود
"داده‌های نامحدود" یک پلن یا ارتقاء بازاریابی شرکت‌های خصوصی است که در آن یک ارائه دهنده خدمات اینترنتی به پهنای باند دسترسی پیدا می‌کند بدون اینکه سرویس برش داده یا محدود شود {نامحدود واقعی}.  با این وجود، پس از اینکه یک کاربر یا مشتری شروع به استفاده می‌کند، سیستم نرم افزاری و سخت افزاری کارگذاشته شده در سیستم‌های ارائه دهنده خدمات اینترنتی {کلاهبرداری پهنای باند} را اجرا می‌کند، ارائه دهنده پهنای باند شروع به ایجاد بالا بردن آمار مصرفی کاذب مشتری یا کاربر نموده و با اعمال موانع نرم افزاری محدودیت مصرف را تا سرعت دسترسی کاربر به حد مورد نظرش کاهش می‌دهد .
در این حالت کاربر مجبور است یا دسترسی بیشتری را خریداری کند یا حجمی {که خدمات دهنده اینترنت بدون محدودیت دریافت می‌کند} را خریداری کند و پول بیشتری بپردازد و یا اینکه اب سرعت فعلی تا پایان مدت قرار داد ماهیانه یا سالیانه سر کند .

## جرایم کلاهبرداری محدودیت داده‌ها در سایر کشورها و در ایران
در اکتبر سال 2015، 58 دستگاه ارائه دهنده پهنای باند در آمریکا با استفاده از کدهای داده موجود، از جمله ارائه دهندگان عمده تلفن همراه بی سیم مانند Verizon Wireless و AT & T، وجود داشت .
پیش از سال 2010، روند ارائه داده‌های نامحدود بدون افزایش پهنای باند وجود داشت . در ایالات متحده، کمیسیون ارتباطات فدرال، ارائه دهندگان خدمات را برای ارائه اطلاعات به عمد غلط مصرف نامحدود که منجر به ایجاد مصرف محدود از سوی ارائه دهنده به مشتری میشد به نحوی که اثبات شد مشتریان را گمراه کرده اند، جریمه کرده‌است.  در ماه ژوئن سال 2015، FCC شرکت  AT & T را 100،000،000 دلار برای گمراه کردن مصرف کنندگان جریمه کرد. در اکتبر سال 2016، FCC به توافقنامه‌ای با T-Mobile رسید که در آن 48،000،000 دلار آمریکا برای عدم اطلاع‌رسانی محدودیت‌ها ایجاد کرده در برنامه‌های داده‌های نامحدود خود پرداخت می‌کردند.
در سال‌های اولیه ورود اینترنت به ایران نیز از قوانین نامحدود تبعیت می‌کرد ، هر چند در آن روزها فقط سرعت 32 کیلو بیت دیال آپ موجود بود . اما به مرور که خدمات ADSL  آغاز به کار کرد شرکت‌های خدمات دهنده برای دریافت هزینه‌های ایجاد شده برای خرید دستگاه‌های اولیه نمودند اقدام به فروش قیمتهای بالاتر کردند تا اینکه سازمان تنظیم مقررات اقدام به قیمت‌گذاری و نحوه تعیین میزان سرعت نمود به علت پایین بودن حجم پهنای باند اصلی کشور در آن سال‌ها محدودیت سرعت وجود نداشت، به علت گران بودن سرعت نسبت به قیمت هزینه‌ها که شرکت‌ها خواستار این بودند که مردم دریافت کنند باعث استقبال افراد محدودی گشته بود اما ناگهان پس از ورود شرکت‌های دیگر و بالا رفتن پهنای باند و درخواست‌های بیشتر مردم برای این خدمات شرکت‌ها که حالا هم هزینه‌های خودشان را بازگشت داده بودند و قادر نبودن دیگر به این روش پول بیشتری دریافت کرده و خودشان را بالاتر برند اقدام به ارائه صوری سرعت‌های بالاتر نموده و کاربران را با بهانه مختلف از مصرف بیشتر برحذر داشته تا کاربران ثابت بیشتری را جذب و پول ماهیانه بیشتری دریافت کنند . در همین سال‌ها بود که یک سایت غیر اخلاقی ایرانی که در مدت بسیار کمی رتبه بالایی در جستجوگرهای بین الملی مثل گوگل و یاهو کسب کرده بود و با انتشار این میزان هدایت از سوی واحدهای خبری این سایتها در صدر اخبار قرار گرفت باعث شد یک نهاد داخلی جمهوری اسلامی{نهاد یا سازمان مورد نظر شناسایی نشد} در اقدامی عجیب بسیاری از کاربران خانگی را به محدودیت 128 کیلو بیت تنزل داده و تاکنون از تغییر در این قانون خبری در دست نیست، البته این عجیب نیست در ساختار ایران افرادی که مسئولیت برنامه‌ریزی یا هدایت سازمان‌های دولتی یا فرا دولتی را دارند جهت نشان دادن زور و بازوی قانونی شان {البته در صورتی که قانونی باشد} همیشه در مقابل تکنولوژی مقاومت کرده و می نمایند، و این تعیین مسیر باعث شد شرکت‌ها حداکثر سود را از این قوانین که دستور العملش در اخبار هست و بسیاری هنوز برگه ابلاغیه را ندیده‌اند را دستمایه دریافت حداکثر هزینه‌های ماهیانه و سیار خدمات انجام نداده از مشتری یا کاربر نهایی نمایند .
این در حالیست که طبق قوانین موجود در تنظیم مقررات رادیویی شرکت‌ها ملزم به ارائه خدمات نامحدود به کاربران بودند اما این شرکت‌ها در اقدامی غیرقانونی شروع به فروش پهنای باند + حجم مصرفی به کاربران نمودند و این‌گونه کاربران ایرانی هزینه‌های بیشتری را پرداخت کردند و شرکت‌های فوق جهت دور زدن قوانین الزامی کشور به کاربران خود اعلام می‌کردند شما سرعت بسیار بیشتری از خرید خود دریافت می نمایید در حالیکه قوانین حاکی از این است که هر سرعت اسمی جهت فروش به کاربران باید طبق قوانین قدیم به صورت 1 به 10 و بعدها به 1 به 8 تغییر کرد یعنی کاربرانی که سرعت 1 مگابیت را خریداری می‌کنند در اصل سرعت 128 کیلو بیت خریداری نموده‌اند ولی قیمت 1 مگابیت را پرداخت می نمودند و هنوز نیز چنین است . شرکت‌ها با گذاشتن محدودیت حجم مصرفی 3 گیگ قانونی را سال‌ها بعد به سازمان تنظیم مقرارت اجبار کردند که انگار آن‌ها هستند که قانون‌گذارند نه این سازمان، نکته تاسف بر انگیز این جریان اینست هیچ نهاد نظارتی و قانونی و نهادهای حمایتی مانند حمایت از حقوق مصرف کنندگان، بازرسی کشور، وزارت ارتباطات، مجلس، دادستان کل کشور، تنظیم مقرارت رادیویی، زیر ساخت هیچ شکایتی مبنی بر گرانفروشی این شرکت‌ها به قوه قضایه نه ارسال کرده و نه حتی آن را پیگیری نموده است، بلکه با همسویی با شرکتهایی که قانون یک کشور را نقض کرده‌اند همسو شده و با حمایت از آن‌ها طرح‌ها را به نفع این شرکت‌ها تغییر دادند و تنها شرکتی که طبق قوانین برخورد می‌کرد {مخابرات ایران} را نیز ملزم به تغییر نموده تا همسوی این شرکت‌ها شود و از اعتراض‌های عمومی کمتر شود.
هر چند کاربران در این سال‌ها همیشه از کیفیت بد و سرعت پایین و حتی روش حجم فروشی همین شرکت‌ها رضایت نداشته و همیشه این شرکت‌ها متهم بودند در روش‌های خودشان نیز در ساختار ایجاد شده حجم فروشی نیز تقلب کرده و از نرم افزارهای تقلب برای مصرف حجم کاربران و ایجاد تصنعی مصرف که در نوشتار بالا در مورد آن صحبت شده، استفاده نموده‌اند .
در این سال‌ها هیچگاه به اعتراضات مصرف‌کننده نهایی توجه نشده و دلیل آن اینست که هیچ رسانه از آن‌ها نپرسیده‌است که آیا این وضعیت راضی هستید یا خیر ؟
آیا قوانین فقط برای مردم عادی است یا همه در برابر قوانین یکسان هستند، چه کسی حافظ و پاسدار قوانین و اجرا شدن درست و برخورد جدی با متخلفین است ؟
سوال اکثر کاربران در ایران اینست که در صورتی که هر یک stm1 پهنای 155 مگابیتی دارد و اگر خریداری 1 مگابیت پوینت تو پوینت از این سرعت را دریافت کند باید فقط 155 نفر از این شبکه استفاده کنند و این حالیست که در قانون 1 به 8 فعلی 1240 نفر هم‌زمان با سرعت 128 کیلو بیت به آن دسترسی دارند و نه 1 مگابیت . چگونه است که به آن‌ها سال‌هاست به دروغ گفته می‌شود که شما 1 مگابیت را خریداری کردید و برای اثبات آن با ایجاد تراکنش‌های داده‌ای تقلبی بین مودم و اولین سرور تقسیم‌کننده اینترنت باعث ایجاد نمایش سرعتی مثلاً 1024 کیلو بیتی می‌شوند در حالیکه از سرور دریافت‌کننده تا سرورهای تقسیم‌کننده اینترنت این سرعت 1 به 8 تقسیم می‌شود و کاربر در بهترین حالت همان 128 کیلو بیت را دریافت خواهد کرد ضمن اینکه برای حداکثر استفاده از پهنای دانلود سرعت آپلود را به محدودیت دوبرابری یا چهار برابر تنظیم می‌کنند یعنی 64 یا 32 کیلو بیت آپلود در ثانیه .
این در حالیست که بسیاری از کاربران در بسیاری از ساعات از اتصال دائمی استفاده نمی‌کنند و حتی کاربران پر مصرف نیز که طبق بر آوردهای خود همین شرکت‌ها 20 درصد افراد را تشکیل دهد یک شخص پر مصرف نیز نمی‌تواند بیش از 16 ساعت در روز مصرف داشته و این مقدار در ماه می‌شود 20 روز یعنی در حالت پر مصرف 10 روز هیچ مصرفی نداشته و ندارد و این در کنار 80 درصد کاربران که مصرف معقول تر یا کمتری دارند می‌تواند به 15 یا 20 یا 25 روز نیز برسد .
شرکتهای خدمات دهنده اینترنت در ایران همیشه به شرکت زیر ساخت به علت گران بودن پهنای باند دریافتی از این شرکت معترض بوده و هنوز نیز هستند، نکته جالب توجه اینست که سال‌های قبل شرکت زیر ساخت قیمت نهایی هر stm1 را بسیار بالاتر از قیمت خرید عرض می‌کرد و اکنون در سال 1396 تقریباً به قیمت 20 میلیون تومان آن را تقلیل داده در حالیکه قیمت دلار نرخ آزاد و دولتی هر ساله در حال بالارفتن بوده و این تناقض برای کاربران بسیار جالب و عجیب است .
همچنین این شرکت‌ها مخابرات ایران را متهم به عدم رعایت اصول قانونی منتشر شده در سازمان تنظیم مقررات رادیویی می نمایند و البته اینکه در برخی موارد حق با ایشان است ولی در برخی موارد خیر .
علت هم در این است که بسیاری از این شرکت‌ها چنان هزینه‌های جاری برای خودشان ایجاد کرده‌اند و یا سرمایه‌های بدست آمده ازسود اینکار را در موارد دیگر صرف کرده و تعداد محدودی از این هزینه‌ها را در موارد مشابه کاری هزینه کرده‌اند و نکته مهم‌تر اینست آن‌ها حتی حاضر به ارتقا سیستم‌های خود نیز نیستند و همیشه با ایجاد جو گروهی مخابرات را متهم به ندادن دسترس می نمایند در حالیکه خودشان می‌داند مخابرات به علت دستورات قانونی موظف به ارتقا سیستم‌های انتقال پهن باند بوده و با ایجاد ساختار فیبر نوری کشوری سعی در بالا بردن کیفیت داشته  ولی این شرکت‌ها حاضر نیستند دستگاه‌های مرتبط با فیبر نوری را جهت استفاده کاربران خریداری نموده و سعی در این دارند مخابرات را در سیم مسی نگه دارند، اما سود بالا و طمع این شرکت‌ها با حضور خدمات دهنده‌های موبایل و نحوه بروزرسانی سریع این خدمات باعث شد تا پس لرزه‌های از دست دادن کاربران را حس کرده و حالا به سمت ساختارهای دیگری رو آورده‌اند.

## اظهارنظر
اخیرا اپراتورهای خدمات اینترنت ایالات متحده اظهار داشته‌اند که کلاهک‌های پهنای باند برای ارائه خدمات "منصفانه"، خدمات گوناگون با قیمت‌های مختلف بر اساس سرعت و استفاده مورد نیاز است.
در سال 2016، دانی جاسپ، مدیر عامل شرکت Sonic.net، ادعاهای تاریخی مبنی بر اینکه کلاهک‌های پهنای باند برای حفظ ظرفیت شبکه، مورد انتقاد قرار می‌گیرند، مبنی بر این که هزینه ارائه خدمات واقعا "بسیار سریعتر از افزایش ترافیک داده‌ها کاهش یافته‌است."  در سال 2008، هزینه‌های زیربنایی شرکت Sonic برابر با 20 درصد درآمدش بود، اما به دلیل کاهش هزینه‌های تجهیزات، تا سال 2016 تنها 1.5 درصد کاهش پیدا کرد.   جری کنت، مدیر عامل شرکت Suddenlink، ادعا مشابهی در تماس با سرمایه‌گذار اعلام کرد که "روزها" نیاز به سرمایه‌گذاری برای حفظ تقاضای مشتری "بیش از" بوده‌است و "جریان نقدی قابل توجهی که از طریق اپراتورهای کابل به عنوان هزینه‌های سرمایه ما همچنان پایین آمده‌اند. "
همانطور که بیشترین ارائه دهندگان اینترنت در ایالات متحده آمریکا دارای ارائه دهندگان تلویزیون هستند، پیشنهاد شده‌است که کلاهک‌های پهنای باند برای جلوگیری از استفاده کاربران از اشتراک اشتراک تلویزیون‌های تلویزیونی خود با محدودیت‌های عمدی برای استفاده از سرویس‌های ویدئویی جریان رقابتی که از طریق اینترنت تحویل می‌شوند، به عنوان Netflix    انجمن اینترنتی گروه لابیگری علاوه بر این استدلال کرد که کلاه‌های داده به معنای "کمبود مصنوعی" هستند، به ویژه در بازارهایی که رقابت محدودی در باند پهن وجود دارد، همچنین اشاره دارد که برخی از ارائه دهندگان خدمات ویدئویی خود را ارائه می‌دهند که از سیاست‌های کلاهبرداری پهنای باند مانند Stream TV Comcast معاف هستند .  Comcast از این معافیت دفاع کرد و گفت که این سرویس بر روی اینترنت عمومی تحویل داده نمی‌شود؛  آن می‌تواند در هنگام اتصال به روتر وای فای خانگی ارائه دهنده استفاده شود.